# Joël Damahou
Joël Éric Bailly Damahou, né le 28 janvier 1987, est un ancien footballeur ivoirien. Il jouait au poste de milieu défensif.

## Biographie
Joël Damahou commence sa carrière de footballeur en région parisienne dans les clubs du Paris FC et du FC Mantois 78. Il dispute avec le FC Mantois un match de Coupe de France contre Amiens le 15 décembre 2007 à l'âge de 20 ans .
En 2008, il se fait rapidement remarquer et signe en Allemagne au Borussia Mönchengladbach où il joue pendant deux saisons en Regionalliga Ouest la quatrième division allemande avec l'équipe réserve du club. Après 44 matchs , Damahou est un pion essentiel au club mais se fait recruter à l'échelon supérieur par le club des Kickers Offenbach.
Malgré 16 matchs, son temps de jeu se réduit et Joël Damahou décide de poursuivre sa carrière en Israël où il signe à l'Hapoël Bnei Sakhnin en 1re division. La première saison, Damahou s'éclate en Israël, il est un titulaire en puissance dans ce club qui joue le milieu de tableau du championnat.
Joël Damahou ambitionne un club un peu plus huppé, c'est chose faite le 10 septembre 2012 où il se fait recruter par le Maccabi Haïfa FC pour 300 000 €. C'est le début de la période sombre pour Damahou qui cumule les blessures graves, il joue peu. Il dispute que 8 matchs avec le Maccabi, il signe même dans un club de seconde division israélienne où il ne dispute aucune rencontre.
Il signe donc en 2013 en Hongrie au Debrecen VSC en première division, il joue également très peu à cause de blessures récurrentes. Le 13 juillet 2013, il participe à la Supercoupe de Hongrie et perd 0-3 . Il participe même à un match de Ligue Europa 5 jours plus tard , mais il se blesse lourdement (ligaments croisés) sur ce match et compromet ses chances de devenir un titulaire au club. 
Le 16 octobre 2014, il est laissé libre par le club hongrois, en deux ans il n'a disputé que 8 matchs soit moins de 20 matchs en 3 ans.
Le 3 décembre 2014, Damahou souhaite se relance et signe en tant que joker au Tours FC pensionnaire de Ligue 2 . Damahou joue peu durant ces 6 mois, il quitte la Touraine et signe à Chypre à Pafos FC.

## Palmarès
| - Maccabi Haïfa FC - Championnat d'Israël : - Finaliste : 2013. |  | - Debrecen VSC - Supercoupe de Hongrie : - Finaliste : 2013. |

## Statistiques
| Saison                | Club                       | Championnat           | Championnat | Championnat | Coupe nationale | Coupe nationale | Coupe de la Ligue | Coupe de la Ligue | Supercoupe | Supercoupe | Compétition(s) continentale(s) | Compétition(s) continentale(s) | Compétition(s) continentale(s) | Total | Total |
| Saison                | Club                       | Division              | M.          | B.          | M.              | B.              | M.                | B.                | M.         | B.         | Comp.                          | M.                             | B.                             | M.    | B.    |
| 2007-2008             | FC Mantois 78              | 5                     | -           | -           | 1               | 0               | -                 | -                 | -          | -          | -                              | -                              | -                              | 1     | 0     |
| 2008-2009             | Borussia Mönchengladbach B | 4                     | 23          | 0           | -               | -               | -                 | -                 | -          | -          | -                              | -                              | -                              | 23    | 0     |
| 2009-2010             | Borussia Mönchengladbach B | 4                     | 21          | 1           | -               | -               | -                 | -                 | -          | -          | -                              | -                              | -                              | 21    | 1     |
| 2010-2011             | Kickers Offenbach          | 3                     | 15          | 0           | 1               | 0               | -                 | -                 | -          | -          | -                              | -                              | -                              | 16    | 0     |
| 2011-2012             | Hapoël Bnei Sakhnin        | 1                     | 35          | 2           | -               | -               | 4                 | 0                 | -          | -          | -                              | -                              | -                              | 39    | 2     |
| 2012-2013             | Hapoël Bnei Sakhnin        | 1                     | 2           | 0           | -               | -               | 3                 | 0                 | -          | -          | -                              | -                              | -                              | 5     | 0     |
| 2012-2013             | Maccabi Haïfa FC           | 1                     | 6           | 0           | -               | -               | 2                 | 0                 | -          | -          | -                              | -                              | -                              | 8     | 0     |
| 2012-2013             | Hapoël Raanana             | 2                     | -           | -           | -               | -               | -                 | -                 | -          | -          | -                              | -                              | -                              | 0     | 0     |
| 2013-2014             | Debrecen VSC               | 1                     | -           | -           | -               | -               | 3                 | 0                 | 1          | 0          | LE                             | 1                              | 0                              | 5     | 0     |
| 2014-2015             | Debrecen VSC               | 1                     | 1           | 0           | 2               | 0               | -                 | -                 | -          | -          | -                              | -                              | -                              | 3     | 0     |
| 2014-2015             | Tours FC                   | 2                     | 7           | 0           | 1               | 0               | -                 | -                 | -          | -          | -                              | -                              | -                              | 8     | 0     |
| 2015-2016             | Pafos FC                   | 1                     | -           | -           | -               | -               | -                 | -                 | -          | -          | -                              | -                              | -                              | 0     | 0     |
| Total sur la carrière | Total sur la carrière      | Total sur la carrière | 110         | 3           | 5               | 0               | 12                | 0                 | 1          | 0          | -                              | 1                              | 0                              | 129   | 3     |